# 1036 Ganymed
Asteroidul 1036 Ganymed a fost descoperit de astronomul german W. Baade, la data de 23 octombrie 1924. Este cel mai mare dintre asteroizii Amor și a primit numele lui Ganymede, un tânăr falnic de care s-a îndrăgostit Zeus.
Acest asteroid nu trebuie confundat cu cel de-al treilea satelit galilean, Ganymede.

## Caracteristici
Asteroidul are un diametru mediu de circa  31,66 km.
Prezintă o orbită caracterizată de o semiaxă majoră egală cu 2,6646751 u.a. și de o excentricitate de 0,5335534, înclinată cu 26,67302° în raport cu ecliptica. Este cel mai mare asteroid Amor cunoscut.
În 1998, observații radar ale asteroidului Ganymed, efectuate de radiotelescopul Arecibo, au permis să se producă imagini ale asteroidului, scoțându-se în evidență forma aproximativ sferică.
La 22 august 1985 a fost observată, din California, ocultația unei stele de către Ganymed. O a doua ocultație a unei stele de magnitudine 9,2, care aparție constelației Licornul, a fost observată la 26 octombrie 2007, din regiunea Pacificului Occidental (Noua Guinee, Australia, Noua Zeelandă).